# Норичниковые
Нори́чниковые (лат. Scrophulariáceae) — обширное семейство двудольных растений порядка Ясноткоцветные, объединяющее по современной классификации APG IV по состоянию на июнь 2024 года 60 родов и 2 350 ботанических видов. Наиболее известные представители семейства — буддлея, немезия, коровяк.

## Ботаническое описание
Многолетние травы, кустарники или деревца.

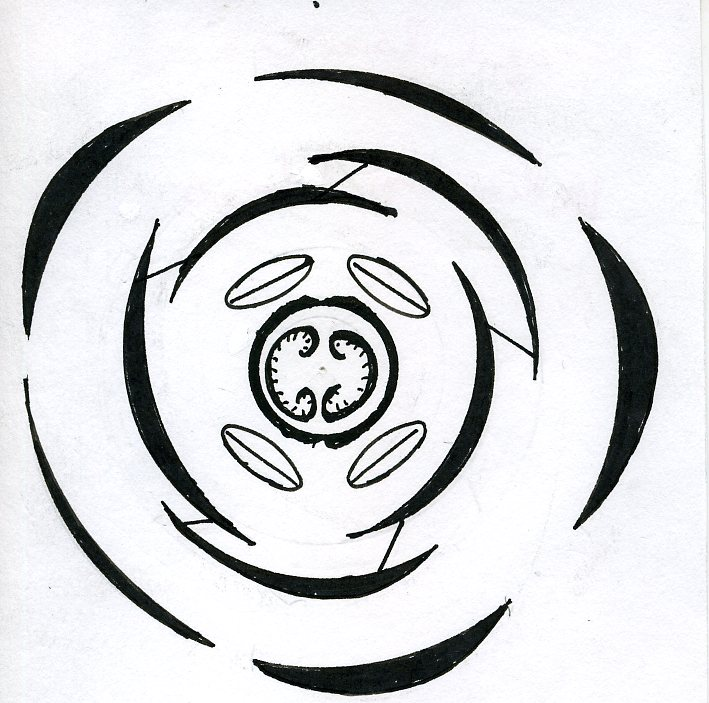
Диаграмма цветка одного из наиболее известных представителей семейства, Коровяк обыкновенный|коровяка обыкновенного (Verbascum thapsus)

Листья большей частью очерёдные, реже супротивные или мутовчатые.
Цветки в соцветиях или одиночные, обоеполые, большей частью неправильные. Чашечка обычно 4—5, реже двураздельная или зубчатая, остающаяся при плодах. Венчик сростнолепестной, колесовидный, колокольчатый, с 4—5-лопастным отгибом или двугубый. Тычинок пять, четыре или две, приросших к трубке венчика. Пыльники двугнёздные или вследствие слияния гнёзд одногнёздные, почковидные. Завязь верхняя, обыкновенно двугнёздная, с семяносцами на перегородке, реже одногнёздная с двумя постенными семяносцами. Столбик простой, с цельным или двулопастным рыльцем.
Формула цветка: {\displaystyle \uparrow Ca_{(5-4)}\;Co_{(5-4)}\;A_{4}\;G_{\underline {(2)}}}. (реже почти {\displaystyle \ast }).
Плод — большей частью коробочка, раскрывающаяся 2—5 створками или же путём образования отверстий. Семена обыкновенно многочисленные, белковые, с прямым зародышем.

## Классификация

### Таксономическое положение
- Scrophulariaceae Juss., 1789, Gen. Pl. 117—118

Семейство Норичниковые включается в порядок Ясноткоцветные (Lamiales), последовательно входящий в более крупные клады Ламииды → Астериды → Суперастериды → Эвдикоты → Цветковые растения. Таксономическая схема в соответствии с Системой APG IV по состоянию на июнь 2024 года:
|  |                          |  |                                   |                        |                        |  | еще 23 семейства |          |  |             |
|  |                          |  |                                   |                        |                        |  |                  |          |  |             |
|  |                          |  |                                   | порядок Ясноткоцветные |                        |  |                  |          |  |             |
|  |                          |  |                                   |                        |                        |  |                  |          |  | 2 350 видов |
|  | клада Цветковые растения |  |                                   |                        | семейство Норичниковые |  |                  | 60 родов |  |             |
|  | клада Цветковые растения |  |                                   |                        |                        |  |                  | 60 родов |  |             |
|  |                          |  | ещё 63 порядка цветковых растений |                        |                        |  |                  |          |  |             |
|  |                          |  |                                   |                        |                        |  |                  |          |  |             |

### Роды
Исторически в состав семейства включалось свыше 275 родов и около 5000 видов, распространённых главным образом в умеренном поясе обоих полушарий. В результате исследований конца XX — начала XXI века многие роды семейства Норичниковые были реклассифицированы в другие семейства в пределах порядка Ясноткоцветные, главным образом в Подорожниковые (Plantaginaceae) и Заразиховые (Orobanchaceae); были выделены несколько новых семейств (Richard G. Olmstead и др., 2001; Olmstead, 2003). У некоторых семейств этого порядка были уточнены характеристики, чтобы адаптировать роды, перемещённые из семейства Норичниковые.
Некоторыми систематиками также выделялись восемь триб: Aptosimeae, Buddlejeae, Hemimerideae, Leucophylleae, Limoselleae, Myoporeae, Scrophularieae, Teedieae, однако такой подход в системе APG IV не поддерживается.
По современной классификации на основе системы APG IV в состав семейства входит 60 родов:
- Alonsoa  Ruiz & Pav. — Алонсоа
- Ameroglossum  Eb.Fisch., S.Vogel & A.V.Lopes
- Androya H.Perrier
- Antherothamnus  N.E.Br.
- Anticharis  Endl.
- Aptosimum  Burch. ex Benth. — Аптозимум
- Barthlottia  E.Fisch.
- Bontia  L.
- Buddleja  Houst. ex L. — Буддлея
- Camptoloma  Benth.
- Capraria  L.
- Chaenostoma  Benth.
- Chamaecrypta  Schltr. & Diels
- Chenopodiopsis Hilliard & B.L.Burtt
- Colpias  E.Mey. ex Benth.
- Cromidon  Compton
- Dermatobotrys  Bolus
- Diascia  Link & Otto  — Диасция
- Diclis  Benth.
- Dischisma  Choisy
- Dolichostemon  Bonati
- Eremogeton  Standl. & L.O.Williams
- Eremophila  R.Br.
- Freylinia  Colla  — Фрейлиния
- Glekia  Hilliard
- Globulariopsis  Compton
- Glumicalyx  Hiern
- Glycocystis  Chinnock
- Gomphostigma  Turcz.
- Gosela  Choisy
- Hebenstretia  L.  — Хебенштретия
- Hemimeris  L.f.
- Jamesbrittenia  Kuntze
- Leucophyllum  Bonpl.  — Леукофиллум
- Lyperia  Benth.
- Manulea  L.
- Manuleopsis  Thell.
- Melanospermum  Hilliard
- Microdon  Choisy
- Myoporum  Banks & Sol. ex G.Forst.  — Миопорум
- Namation  Brand
- Nathaliella  B.Fedtsch.
- Nemesia  Vent.  — Немезия
- Oftia  Adans.
- Peliostomum  E.Mey. ex Benth.
- Phygelius  E.Mey. ex Benth.  — Фигелиус
- Phyllopodium  Benth.
- Polycarena  Benth.
- Pseudoselago  Hilliard
- Ranopisoa  J.-F.Leroy
- Scrophularia  Tourn. ex L.  — Норичник
- Scrophulari-verbascum  P.Fourn.
- Selago  L.  — Селаго
- Strobilopsis  Hilliard & B.L.Burtt
- Sutera  Roth
- Teedia  Rudolphi
- Tetraselago  Junell
- Trieenea  Hilliard
- Verbascum  L.  — Коровяк
- Zaluzianskya  F.W.Schmidt  — Залузианския